# 廣式普通話
廣式普通話（泛粵語區普通話），簡稱廣普，泛指夾雜粵語發音或文法的普通話，其中港普、廣西普等都可被認為是廣式普通話用詞與口音上的區別，但本質上仍然是夾雜粵語發音或文法的普通話。廣式普通話（泛粵語區普通話）是广东、广西、海南、香港、澳門等粤语人口在官方场合下及与其他省份人士交流时使用。由於普通話和粵語差別較大，廣普使用者經常性以廣東話文法說出夾雜粵語的普通話，久而久之成為粵語區的獨特文化，在非嚴謹情況下更可被認為是基於粵語和普通話演變的子語言（泛粵語區普通話）。與廣式普通話相對的普式粵語是指以普通話文法及夾雜普通話的粵語，同樣可以在非嚴謹情況下被認為是由粵普兩語文化影響下衍生的子語言（普式粵語）。
「普通話」曾被廣泛廣東人譏稱為「煲冬瓜」、「刨冬瓜」（谐音），故有俗語「天不怕，地不怕，就怕老廣說北方話」。不過近年泛粵語區年輕一代由於教育問題，粵語逐漸被泛粵語區普通話即是廣式普通話及普式粵語取代，粵語及粵語文化的前景越漸式微，粵語及粵語文化的失傳危機已成為全球粵語使用地區的共同問題。

## 形成
发音方面，和粵語有很大差別：普通话无入聲、有翹舌音、有儿化韵等；所以在粵語同音的字，在普通話未必同音、同调；而且，不少人不習慣北方口音導致到有懒音的问题（特別是港式普通話），他们学习普通话时会遇上更大困难。例如：
- 继续 读成 记住
- 坏了 读成 歪了（普通話去聲調讀如粵語陰平調，中古匣聲母合口一二等韻字聲母於粵語如讀如普通話w）
- 讓 读成 樣（中古日聲母於粵語讀如普通話y）

在词汇上，粵語的口語用词、外语专有名词譯名又和普通話不同。例如：
- Ronaldo普通話譯羅納爾多（luona'erduo），粵語譯作「朗拿度」（long5na4dou6）（原文中l屬音節尾，非翹舌音，而音節尾l於英語無聲。Ronaldo原自Ronald，而Ronald中n字於英語用作前音節韻尾及後音節聲母，故首音節讀近「朗」。原文do音近普通話dou而非dɔ或普通話duo。）
- 用老细稱呼老闆（实为「老世」，在粵語中同音）

另外还有一种现象，是用「归纳推理」出的「普通话发音」来读粤语特有词汇，或直接使用粤语读音。例如：
- 粵語 leon6zeon6（「论尽」，意思为「笨手笨脚」）读成普通话拼音 lūnzūn

在中国大陸改革开放之前，由于户籍原因，人口不能随意迁移，两广地区（当时包括海南）人口甚少接触到普通话，而作为殖民地的香港和澳门从未推广过普通话，因此当时的粤语人口对普通话基本处于能听不能说的阶段。广式普通话的出现主要是改革开放之后，北方人迁移至广东，广东的粤语人口为了方便沟通，便开始尝试使用普通话，但由于日常仍是以粵語交集，並不懂普通話使用的專有詞彙，久而久之便形成一种独特的语音及用词不同的普通话口语，而粤语人口一般不会在日常生活中使用普通话沟通，所以广式普通话仅限与外省人交谈时才会出现。改革开放后，中国加强推广普通话政策，所以在80年代后出生的两广人和海南人基本不会讲广式普通话，而是讲较标准的普通话，但在发音上仍带有少量粤语口音。而部份于改革开放后进入广东一带的内地人基于日常生活环境或希望更融入当地的生活，亦主动学习粤语和转用粤语与当地人交流。按国家规定，两广和海南的一切文件必须以官话白话文撰写，能以普通话或粤语念读；但民间尤其是网络上，也广泛存在着仅能以粤语表达的粤语字和只能用粤语表述的用语（粤语白话文）。
1980年代香港与中国內地的商業上交往密切，与广东的情况相类似，年輕一輩會主動自學，或主要從中小學普通話課中學習普通话，但仍是很「粵語交集」的，並不懂普通話使用的專有詞彙，形成港式普通話。

## 特点
和众多南方地区一样，外加粤语没有任何词汇是带有翘舌音，所以只有平音词汇。基本上不会发翘舌音，zh、ch、sh、er多数读成z、c、s、e，甚至有些词汇部分后鼻音例如ang、eng、ing多数读成前鼻音an、en、in（ing粵音讀如eŋ，即同英語讀法）。
如粵語存在「你走先」的句式（語法如英語you go first）。

## 例子
廣式普通話的發音或句式，與北方方言別，例子有：
1. 北方方言︰坐在船頭看郊區。
廣東人誤讀︰坐在床頭看嬌妻。
2. 北方方言︰我是搭飛機來的。
廣東人誤讀︰我是打飛機來的。
3. 北方方言︰水餃多少錢一碗？
廣東人誤讀︰睡覺多少錢一晚？
4. 北方方言︰純得像白紙。
廣東人誤讀︰蠢得像白癡。
5. 北方方言︰我是外人。
廣東人誤讀︰我是坏人。
6. 北方方言︰我去买西瓜去。
廣東人誤讀︰我去买丝瓜去。（普通话的“西瓜”和粤语的“丝瓜”读音几乎一致）
7. 廣式普通話：你們先滾吧！
意思是打火鍋時想讓人先用，但誤用后變为谩骂用语。
8. 廣式普通話：要飯嗎？
意思是「要添點米飯嗎」，但誤用詞語，含义转变为詢問對方是否行乞。

## 外部連結
- 张励妍，《从普通话诊断服务看粤方言区人的语音难点 （页面存档备份，存于）》，香港中文大学普通话教育研究及发展中心，2002年5月。
- 劉筱玲.  (PDF).   [2006-03-12]. （原始内容 (PDF)存档于2004-08-10）.，載香港教育統籌局《集思廣益(二輯)：開展新世紀的普通話教學》
- 影片： （中文）.
- 影片： （中文）.

Template:各地普通话